# Stathmodera pusilla
Stathmodera pusilla là một loài bọ cánh cứng trong họ Cerambycidae.